# Ein Heldenleben
Ein Heldenleben ("Vita d'eroe"), op. 40, è un poema sinfonico di Richard Strauss, composto nel 1898 e che, assieme a Don Quixote, avrebbe dovuto formare un dittico.
Strutturato in 6 sezioni, il lavoro racconta la vita eroica di un uomo e delle lotte contro i suoi nemici: grazie ad alcuni elementi è possibile ipotizzare che Strauss ponga sé stesso a protagonista, come per esempio le citazioni ai suoi Don Juan e Till Eulenspiegel.

## Composizione
Strauss iniziò a lavorare all'opera durante un soggiorno in un resort tra i monti della Baviera nel luglio del 1898. Il proposito era di scrivere un brano eroico sull'impronta della Sinfonia n. 3 - L'Eroica di Beethoven: "Si intitola Vita d'eroe e anche se non contiene una marcia funebre ha tanti corni, essendo i corni proprio l'elemento giusto per esprimere l'eroismo. Grazie all'aria salutare di campagna la mia bozza si sta sviluppando bene e spero di finirla per Capodanno."
Nel 1898 Strauss lavorò a Ein Heldenleben e a un altro poema sinfonico, Don Quixote. Considerava le due opere come complementari, affermando che erano state concepite come interdipendenti l'una dall'altra.

Prima della prima esecuzione c'erano state speculazioni sull'identità dell'Eroe. Strauss fu ambiguo, commentò: "Io non sono un eroe: non sono fatto per la battaglia", e in una nota al programma scrisse che il soggetto del pezzo "non era una singola figura letteraria o storica, ma piuttosto un più libero e generico ideale di grande e coraggioso eroismo." Da un altro punto di vista, per dirla con le parole del critico Richard Freed:

## Struttura e analisi
L'opera, che dura circa cinquanta minuti, è durchkomponiert e viene eseguita senza pause, ad eccezione della grande pausa drammatica alla fine del primo movimento. I movimenti sono denominati come segue (le ultime edizioni della partitura potrebbero non riportare questi titoli, rispettando la richiesta del compositore che venissero rimossi):
1. "Der Held" (L'Eroe)
2. "Des Helden Widersacher" (Gli avversari dell'Eroe)
3. "Des Helden Gefährtin" (La compagna dell'Eroe)
4. "Des Helden Walstatt" (Il campo di battaglia dell'Eroe)
5. "Des Helden Friedenswerke" (Le opere di pace dell'Eroe)
6. "Des Helden Weltflucht und Vollendung" (La dipartita dell'Eroe dal mondo e il compimento del suo destino)

Ein Heldenleben fa ricorso alla tecnica del leitmotif tipica di Richard Wagner, ma quasi sempre come elemento della sua struttura sinfonica come ampia forma sonata rondo.
1. "Der Held (L'Eroe)": Il primo tema rappresenta l'eroe.[4] Corni e violoncelli suonano all'unisono triadi di mi bemolle maggiore salendo di quasi tre ottave. Per la prima volta appare un tema lirico, in contrasto, affidato ad archi e legni acuti in si maggiore. Appare un secondo motivo caratterizzato da intervalli di quarta discendente. Le trombe suonano un accordo di settima di dominante seguito da una grande pausa, l'unica dell'intero brano.[2]Audio playback is not supported in your browser. You can download the audio file.
2. "Des Helden Widersacher (Gli avversari dell'Eroe)": Il movimento si apre con un andamento cromatico dei legni e degli archi gravi: si sentono diversi motivi in registri contrastanti. Gli avversari, rapprensentati dai legni, sono i critici di Strauss, come il critico musicale viennese dell'Ottocento Doktor Dehring, rappresentato in maniera memorabile nella partitura da un inquietante leitmotif di quattro note suonate dai due tuba a distanza di una quinta parallela.[3] Come rileva il critico Michael Kennedy, il tema dell'Eroe passa dolorosamente in minore e i critici ripropongono i loro attacchi fino a che una fanfara di ottoni non li indebolisce.[2]Audio playback is not supported in your browser. You can download the audio file.
3. "Des Helden Gefährtin (La compagna dell'Eroe)": Strauss fu evasivo riguardo al fatto di essere o meno l'eroe descritto nel brano, ma confermò esplicitamente che Des Helden Gefährtin era un ritratto dei sua moglie, Pauline de Ahna. Scrisse a Rolland: "Lei è molto complessa, ha un pizzico di perversione e un pizzico di civetteria, è sempre diversa, cambia di minuto in minuto."[3] La sezione presenta una dolce melodia suonata dal violino solo. In un'estesa cadenza accompagnata, infarcita da Strauss di dettagliate istruzioni per l'esecuzione come fosse un recitativo operistico, il violino presenta nuovo materiale motivico, alternandosi con brevi interventi da parte di archi gravi, legni e ottoni; il violino anticipa brevemente un tema che apparirà per intero in seguito. La cadenza si conclude e il nuovo materiale tematico viene combinato in un episodio cantabile che inizia in sol bemolle. Frammenti dei motivi del movimento precedente appaiono brevemente. Si sente quindi un motivo di fanfara, eseguito dalle trombe prima fuori dal palco, poi sul palco. La sezione finisce con "una voluttuosa scena d'amore".[2]   Il critico e accademico James Hepokoski osserva che l'intero brano è in una versione ampliata della forma sonata. Le tre sezioni iniziali comprendono un'elaborata esposizione, con gli elementi di una sinfonia in più movimenti che sono evidenti per i loro caratteri e tempi contrastanti.[5] Il resto del brano contiene sviluppo, ripresa e coda, con occasionalmente nuovo materiale tematico.[5]
4. "Des Helden Walstatt (Il campo di battaglia dell'Eroe)": In questa prima sezione di sviluppo dell'opera si sente un solo di tromba nel tempo inedito di 3/4: si tratta della variazione di un precedente motivo. Interviene una sequenza di fanfare di trombe, mentre la musica si sviluppa in un climax in sol bemolle e nella relativa mi bemolle minore. Le percussioni pervadono l'intero movimento. Torna il tempo di 4/4 in una ripresa modificata del primo tema che era apparso all'inizio del pezzo, questa volta con un accompagnamento di crome ripetute. Un nuovo tema cantabile fa la sua comparsa nella tromba, e una sua estesa elaborazione serve da prefazione per la seguente sessione.[5]
5. "Des Helden Friedenswerke (Le opere di pace dell'Eroe)": Ora appare un nuovo motivo, che inizia con una veloce triade discendente di mi bemolle maggiore, che introduce un nuovo sviluppo del tema originale: un'elegia eseguita da arpa, fagotto, corno inglese e archi. L'aspetto autobiografico dell'opera è indicato più chiaramente in questa sezione, nella quale Strauss cita massivamente le sue opere precedenti. In particolare, cita la sua prima opera Guntram (otto volte), i suoi poemi sinfonici Don Quixote (cinque volte), Don Juan (quattro), Morte e Trasfigurazione (quattro), Così parlò Zarathustra (tre) e Till Eulenspiegel (una volta). Sono citati una volta anche i Lieder Traum durch die Dämmerung, Op 29/1 e "Befreit", Op 39/1.[6] Le melodie conducono verso la sezione finale.
6. "Des Helden Weltflucht und Vollendung" (La dipartita dell'Eroe dal mondo e il compimento del suo destino)": La riproposizione del precedente motivo "Hanslick" porta a un episodio "agitato". Questo è seguito da un interludio pastorale che Kennedy chiama "un bucolico tema di corno inglese."[2] La triade discendente ora si presenta lenta, cantabile, come inizio di un nuovo pacifico tema in mi bemolle maggiore: si tratta del tema anticipato nel corso della cadenza del violino. In un'ultima variazione del tema iniziale gli ottoni intonano l'ultima fanfara e viene raggiunta una serena conclusione in mi bemolle maggiore, che rappresenta la realizzazione e il compimento del destino dell'eroe.[2]

## Strumentazione

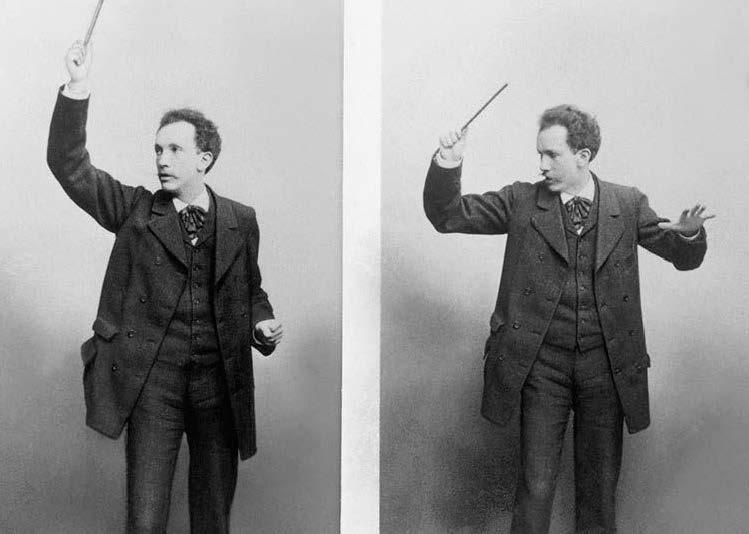
Strauss conducting (circa 1900)

L'opera è composta per orchestra sinfonica comprendente ottavino, 3 flauti traversi, 3 oboi, corno inglese (e quarto oboe), clarinetto in mi bemolle, 2 clarinetti, clarinetto basso, 3 fagotti, controfagotto, 8 corni in fa, mi e mi bemolle, 3 trombe in si bemolle (suonate anche fuori dal palco) e 2 trombe in mi bemolle, 3 tromboni, un flicorno tenore in si bemolle, un bassotuba, timpani, cassa, 2 rullanti, piatti, tamburo, tam tam, triangolo, 2 arpe e archi.

## Dedica ed esecuzioni
Strauss dedicò l'opera al ventisettenne Willem Mengelberg e alla Concertgebouw Orchestra. Tuttavia, fu eseguita per la prima volta dalla Frankfurter Opern- und Museumsorchester il 3 marzo 1899 a Francoforte, sotto la direzione dello stesso compositore La prima performance americana si tenne un anno dopo da parte della Chicago Symphony Orchestra diretta da Theodore Thomas. L'opera non raggiunse l'Inghilterra fino al 1902, quando il compositore condusse la Queen's Hall Orchestra di Henry Wood.
Béla Bartók scrisse una riduzione per piano dell'opera nel 1902 e l'eseguì il 23 gennaio 1903 a Vienna.
Più recentemente è stato accordato al direttore Joolz Gale di arrangiare l'opera per orchestra da camera, su commissioned di Ensemble Mini ed eseguita per la prima volta a Berlino il 16 ottobre 2014.

## Critica
I critici tedeschi reagirono alle caricature che ne fece Strauss. Uno di loro disse che il pezzo era "tanto rivoltante quanto il ritratto dell'uomo più rivoltante che si possa mai incontrare". Otto Floersheim scrisse una dura condanna nella rivista Musical Couriere (19 aprile 1899), dichiarando che "la presunta sinfonia...era rivoluzionaria in ogni senso del termine". Proseguì affermando: "Il climax di tutto ciò che è brutto, cacofonico, chiassoso e ingarbugliato, la musica più perversa sentita nella mia intera vita, è stata raggiunta nel capitolo Des Helden Walstatt (Il campo di battaglia dell'Eroe). L'uomo che ha scritto questo oltraggioso e orrendo rumore, che non si merita neanche di essere chiamato musica, o è pazzo o sta rapidamente raggiungendo la demenza." Il critico fu più cauto sul New York Times, dopo la prima di New York del 1900. Ammise a posteriori che i posteri avrebbero potuto farsi beffa della sua critica al brano, ma che nonostante "ci siano passaggi di una vera, gloriosa e sopraffacente bellezza... si viene spesso gettati nello stupore e nella confusione." Henry Wood, con la cui orchestra Strauss diede la prima esecuzione in Inghilterra, riteneva invece che il pezzo fosse "meravigliosamente bello".
Ancora oggi la musica divide la critica. Secondo Bryan Gilliam, nel Grove Dictionary of Music and Musicians, questo accade soprattutto perché "si è data troppa enfasi agli elementi superficiali". Secondo la visione di Gilliam: "Vari critici vedono l'opera come una palese istanza di affermazione dell'egotismo artistico di Strauss, ma un'interpretazione più profonda rivela un più complesso bisogno di autobiografia. Ein Heldenleben tratta due importanti soggetti già familiari alle prime opere di Strauss: lo struggersi dell'individuo tra i suoi mondi interno ed esterno (Nietzsche) e la profondità dell'amore domestico".
Al di là dell'accoglienza della critica, l'opera divenne rapidamente parte del repertorio orchestrale. È stata eseguita 41 volte ai BBC Proms dopo la prima del 1903.

## Registrazioni
Ci sono diverse registrazioni dell'opera, tre delle quali condotte dallo stesso compositore. Le più importanti registrazioni comprendono:
| Orchestra                                    | Direttore              | Data | Etichetta                            |
| -------------------------------------------- | ---------------------- | ---- | ------------------------------------ |
| Staatskapelle Berlin                         | Richard Strauss        | 1926 | Classical Recordings Quarterly       |
| New York Philharmonic                        | Willem Mengelberg      | 1928 | Pearl Records                        |
| Bayerisches Staatsorchester                  | Richard Strauss        | 1941 | Deutsche Grammophon; Dutton Vocalion |
| NBC Symphony Orchestra                       | Arturo Toscanini       | 1941 | RCA; Naxos Historical                |
| Royal Concertgebouw Orchestra                | Willem Mengelberg      | 1942 | Teldec; Naxos Historical             |
| Wiener Philharmoniker                        | Richard Strauss        | 1944 | Preiser Records                      |
| Royal Philharmonic Orchestra                 | Sir Thomas Beecham     | 1947 | Testament; Biddulph                  |
| Pittsburgh Symphony Orchestra                | Fritz Reiner           | 1947 | RCA                                  |
| Wiener Philharmoniker                        | Clemens Krauss         | 1952 | Decca                                |
| Minneapolis Symphony Orchestra               | Antal Doráti           | 1953 | Mercury; Pristine Classics           |
| Chicago Symphony Orchestra                   | Fritz Reiner           | 1954 | RCA                                  |
| Staatskapelle Dresden                        | Karl Böhm              | 1957 | Deutsche Grammophon                  |
| Berliner Philharmoniker                      | Herbert von Karajan    | 1959 | Deutsche Grammophon                  |
| Philadelphia Orchestra                       | Eugene Ormandy         | 1959 | CBS                                  |
| Royal Philharmonic Orchestra                 | Sir Thomas Beecham     | 1959 | EMI (stereo)                         |
| Philadelphia Orchestra                       | Eugene Ormandy         | 1960 | Sony Classical                       |
| San Francisco Symphony                       | Pierre Monteux         | 1960 | RCA                                  |
| London Symphony Orchestra                    | Sir John Barbirolli    | 1969 | EMI                                  |
| Los Angeles Philharmonic                     | Zubin Mehta            | 1969 | Decca                                |
| Royal Concertgebouw Orchestra                | Bernard Haitink        | 1970 | Philips                              |
| London Symphony Orchestra                    | Sir John Barbirolli    | 1970 | BBC Classics (live recording)        |
| Staatskapelle Dresden                        | Rudolf Kempe           | 1972 | EMI                                  |
| Berliner Philharmoniker                      | Herbert von Karajan    | 1974 | EMI                                  |
| Wiener Philharmoniker                        | Karl Böhm              | 1975 | Deutsche Grammophon                  |
| Wiener Philharmoniker                        | Sir Georg Solti        | 1978 | Decca                                |
| Philadelphia Orchestra                       | Eugene Ormandy         | 1980 | RCA                                  |
| Orchestra di Cleveland                       | Vladimir Ashkenazy     | 1984 | Decca                                |
| Berliner Philharmoniker                      | Herbert von Karajan    | 1985 | Deutsche Grammophon                  |
| Wiener Philharmoniker                        | André Previn           | 1988 | Telarc                               |
| Staatskapelle Dresden                        | Giuseppe Sinopoli      | 1992 | Deutsche Grammophon                  |
| Cleveland Orchestra                          | Christoph von Dohnányi | 1992 | Decca                                |
| Wiener Philharmoniker                        | Carlos Kleiber         | 1993 | Sony (unreleased)                    |
| San Francisco Symphony                       | Herbert Blomstedt      | 1994 | Decca                                |
| Minnesota Orchestra                          | Eiji Oue               | 1998 | Reference Recordings                 |
| Symphonieorchester des Bayerischen Rundfunks | Lorin Maazel           | 1999 | RCA Red Seal                         |
| Czech Philharmonic Orchestra                 | Vladimir Ashkenazy     | 2000 | Exton                                |
| WDR Symphony Cologne                         | Semyon Bychkov         | 2001 | Avie                                 |
| Chicago Symphony Orchestra                   | Daniel Barenboim       | 2003 | Erato /Warner Classics               |
| Tonhalle Orchester Zürich                    | David Zinman           | 2003 | Arte Nova Classics                   |
| Royal Concertgebouw Orchestra                | Mariss Jansons         | 2004 | RCO Live                             |
| Berliner Philharmoniker                      | Sir Simon Rattle       | 2005 | EMI                                  |
| Wiener Philharmoniker                        | Christian Thielemann   | 2006 | Deutsche Grammophon                  |
| Staatskapelle Dresden                        | Fabio Luisi            | 2007 | Sony                                 |
| Pittsburgh Symphony Orchestra                | Manfred Honeck         | 2008 | Exton                                |
| Philharmonia Orchestra                       | Christoph von Dohnányi | 2009 | Signum Records                       |
| Chicago Symphony Orchestra                   | Bernard Haitink        | 2010 | CSO Resound                          |
| Rotterdam Philharmonic Orchestra             | Yannick Nézet-Séguin   | 2011 | BIS                                  |
| Frankfurter Opern- und Museumsorchester      | Sebastian Weigle       | 2013 | OehmsClassics                        |
| Bavarian Radio Symphony Orchestra            | Mariss Jansons         | 2015 | BR Klassik                           |
| Melbourne Symphony Orchestra                 | Andrew Davis           | 2016 | ABC Classics                         |
| Munich Philharmonic Orchestra                | Valery Gergiev         | 2017 | MPHIL                                |